# زنی در ساحل
زنی در ساحل (انگلیسی: The Woman on the Beach) یک فیلم نوآر آمریکایی به کارگردانی ژان رنوآر است که در سال ۱۹۴۷ منتشر شد.

## بازیگران
- جون بنت
- رابرت رایان
- چارلز بیکفورد
- والتر سانده
- آیرین رایان